# Spilosoma uniformis
Spilosoma uniformis är en fjärilsart som beskrevs av Moore 1879. Spilosoma uniformis ingår i släktet Spilosoma och familjen björnspinnare. Inga underarter finns listade i Catalogue of Life.